# Municipio de Cameron (Iowa)
El municipio de Cameron (en inglés: Cameron Township) es uno de los doce municipios ubicados en el condado de Audubon en el estado estadounidense de Iowa. En el año 2000 el municipio tenía una población de 160 habitantes y una densidad poblacional de 1,7 personas por km².

## Geografía
El municipio de Cameron se encuentra ubicado en las coordenadas 41°49′25″N 94°55′03″O / 41.82361, -94.91750.